# Matthew Shepard
Matthew Wayne "Matt" Shepard (n. 1 decembrie 1976, Casper, Wyoming, SUA – d. 12 octombrie 1998, Fort Collins⁠(d), Colorado, SUA) a fost un student american la Universitatea din Wyoming, care a fost bătut, torturat și lăsat să moară lângă Laramie, Wyoming, în noaptea de 6 octombrie 1998; a murit șase zile mai târziu, la Spitalul Poudre Valley din Fort Collins, Colorado, din cauza unor răni grave la cap. Moartea lui Shepard a adus în atenția deopotrivă națională și internațională problemele homofobiei și violenței față de persoanele gay.
Aaron McKinney și Russell Henderson au fost arestați la scurt timp după atac și acuzați de crimă după moartea lui Shepard. Orientarea sexuală a lui Shepard a jucat un rol important în uciderea acestuia, fiind de asemenea și motivul principal al atenției media de care s-a bucurat acest caz. În timpul procesului lui McKinney, au apărut mărturii conform cărora cei doi acuzați au pretins că sunt homosexuali cu scopul de a câștiga încrederea lui Shepard, pentru ca mai apoi să-l jefuiască. Procurorul lui McKinney a declarat că crima a fost premeditată și comisă din lăcomie, în timp ce avocatul acestuia a susținut că McKinney a intenționat numai să-l jefuiască pe Shepard, dar l-a ucis într-un acces de furie la avansurile sexuale ale acestuia. Prietena lui McKinney a declarat poliției că acesta a fost motivat de un sentiment anti-gay, însă și-a retras mai târziu declarația, spunând că a mințit crezând că aceasta îl va ajuta pe prietenul ei. Atât McKinney, cât și Henderson au fost condamnați pentru crimă, ispășindu-și și astăzi pedepsele de două condamnări consecutive la închisoare pe viață fiecare.

## Trecutul

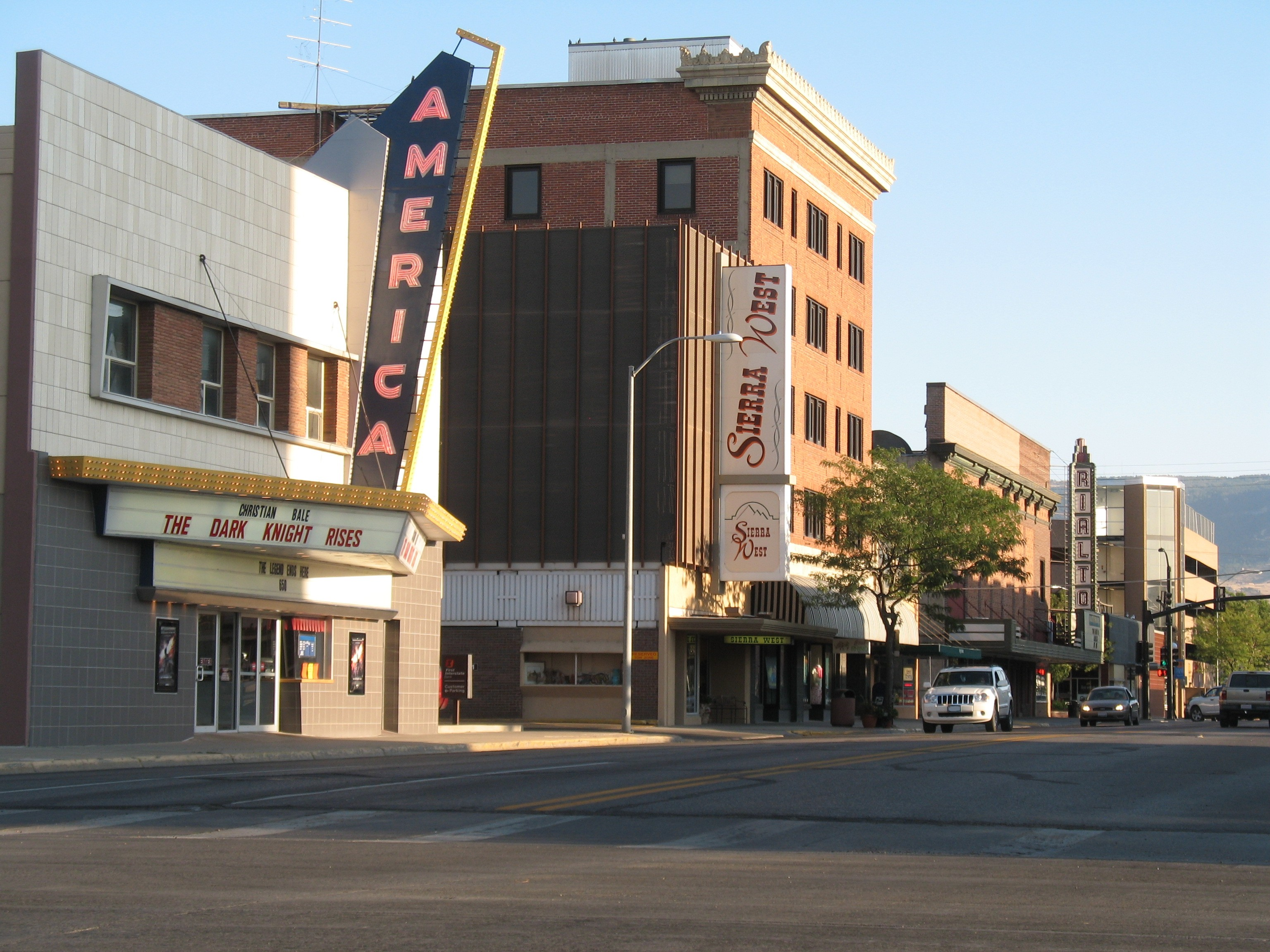
Casper, Wyoming, orașul natal al lui Matthew Shepard

Matthew Shepard s-a născut pe 1 decembrie 1976 în Casper, Wyoming, fiind cel mai mare dintre cei doi fii ai soților Judy (născută Peck) și Dennis Shepard. Fratele său mai mic, Logan, s-a născut în 1981. Urmează cursurile școlii publice Natrona, inclusiv Școala Elementară 
Crest Hill și liceul Dean Morgan. Tatăl său a fost angajat de compania petrolieră Aramco în vara anului 1994, părinții lui Shepard fiind nevoiți să se mute în tabăra rezidențială a companiei din Dhahran, Arabia Saudită. În acest timp, Shepard urmează cursurile Școlii Americane din Elveția (TASIS), de unde absolvă în mai 1995. El era de asemenea membru al Bisericii Episcopale Sf. Marcu. Mai târziu, a frecventat Colegiul Catawba în Carolina de Nord și Colegiul Casper în Wyoming, înainte de a se stabili în Denver, Colorado. Shepard a fost admis la Universitatea din Wyoming în Laramie, la specializarea Științe Politice. Aici este ales reprezentant al studenților pentru Consiliul de Mediu Wyoming.
Matthew era descris de tatăl său ca fiind "un tânăr optimist și acceptant care avea darul de a se împrieteni cu aproape oricine. El era tipul de persoană ușor de abordat care căuta mereu noi provocări. Matthew avea o mare pasiune pentru egalitate și era mereu pentru acceptarea diferențelor dintre oameni". În februarie 1995, în timpul unei excursii organizate de liceu în Maroc, Shepard este bătut și violat, cauzându-i acestuia depresie și atacuri de panică, potrivit mamei sale. Tom O'Connor, poreclit "Doc", care deținea un serviciu de limuzină și câteodată îl conducea pe Shepard, declara că cu câteva zile înainte de atac, Matt i-a spus că este HIV pozitiv și vrea să se sinucidă. Una dintre prietenele de colegiu ale lui Shepard, Tina LaBrie, era îngrijorată că depresia l-ar fi determinat pe Matthew să consume metamfetamină și heroină pe timpul colegiului.

## Crima

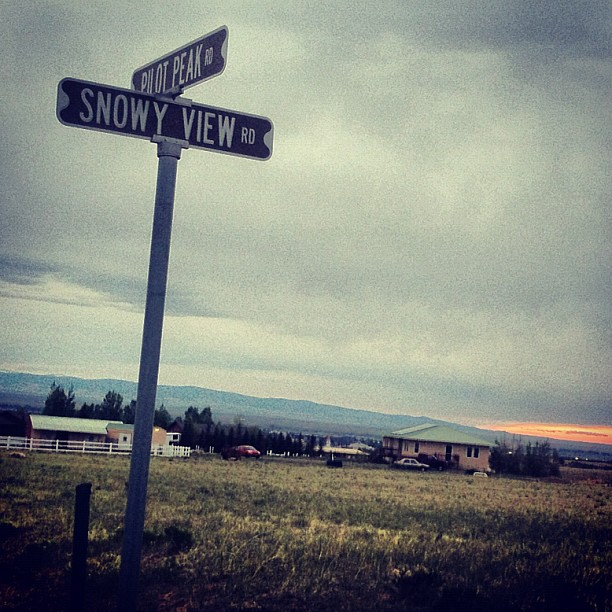
Locul atacului homofob în Laramie, Wyoming

În noaptea de 6 octombrie 1998, Shepard i-a întâlnit pe Aaron McKinney (22) și Russell Henderson (21) la Fireside Lounge & Bar, un local gay-friendly din Laramie, Wyoming. Aceștia s-au oferit să-l ducă pe Shepard acasă cu camioneta aparținând tatălui lui McKinney. Cei doi au condus camioneta într-o zonă rurală, izolată, la est de Laramie. În camionetă, Matthew a fost jefuit de chei, portofel și pantofi și bătut sistematic de unul sau amândoi atacatorii. Acesta a fost scos din camion, plesnit peste cap de 18 ori cu un pistol și lovit între picioare. Matthew a fost legat de un gard, incendiat și lăsat să moară în frig. Shepard a fost atât de crunt bătut încât întreaga față îi era complet acoperită de sânge, exceptând unele zone ale obrajilor parțial curățate de lacrimi. Ambele prietene ale atacatorilor au mărturisit că nici McKinney, nici Henderson nu se aflau sub influența drogurilor sau alcoolului la momentul atacului. Mai mult, McKinney și Henderson i-au aflat adresa și intenționau să îi jefuiască locuința.
După atac, Aaron McKinney și Russell Henderson s-au întors în oraș unde s-au luat la bătaie cu doi tineri hispanici, Emiliano Morales și Jeremy Herrara; Morales și McKinney s-au ales cu răni la cap în urma încăierării. Ofițerul Flint Waters a sosit la fața locului, l-a reținut pe Henderson și curând avea să găsească pistolul cu sânge și încălțămintea lui Shepard, precum și cardul lui de credit în camioneta lui McKinney. Henderson și McKinney au încercat mai târziu să-și convingă prietenele să le ofere alibiuri și să-i ajute să scape de probe.
Încă legat de gard, Shepard, aflat în comă, a fost descoperit la 18 ore după atac de un ciclist, Aaron Kreifels, care inițial l-a confundat pe Shepard cu o sperietoare de ciori. Reggie Fluty a fost primul ofițer de poliție care a ajuns la locul atacului, descoperindu-l pe Shepard în viață, dar plin de sânge. Mănușile medicale emise de către Departamentul Șerifului din Albany County aveau defecte, astfel că Reggie a decis să-și folosească mâinile goale pentru a elibera căile respiratorii sângerânde ale lui Shepard. O zi mai târziu, aceasta a fost informată că Shepard era HIV pozitiv și că ar putea fi expusă datorită tăieturilor de pe mâinile ei. După ce a urmat timp de o lună un tratament experimental cu azidotimidină (AZT), s-a dovedit că Reggie nu era infectată. Mama lui Matthew a aflat despre infecția cu HIV a fiului ei doar pe timpul spitalizării la Poudre Valley, după atac.
Shepard a suferit fracturi la nivelul cefei și urechii drepte. Medicii au descoperit leziuni ireversibile ale trunchiului cerebral, care au afectat capacitatea organismului său de a regla bătăile inimii, temperatura corpului și alte funcții vitale. Au existat de asemenea și zeci de mici lacerații la nivelul capului, feței și gâtului. Rănile lui Matthew erau mult prea grave pentru a putea fi operate de medici. Shepard nu și-a mai recăpătat cunoștința și a rămas conectat la aparate până când medicii i-au pronunțat decesul pe 12 octombrie 1998, la ora 12:53 după-amiază. Pe timpul internării lui la terapie intensivă și în zilele de după atac, manifestări de susținere au avut loc în întreaga lume.